# Aeropuerto Internacional Shaikh Zayed
El Aeropuerto Internacional Shaikh Zayed (IATA: RYK, OACI: OPRK), también conocido como Aeropuerto de Rahim Yar Khan, ubicado en Rahim Yar Khan, en la provincia de Punjab de Pakistán. Recibió su nombre en honor de Shaikh Zayed bin Sultan Al Nahyan, ya que inicialmente fue construido para su uso exclusivo, para poder llegar a su "Palacio del Desierto" a las afueras de la ciudad; que más tarde donó al gobierno de Pakistán.

## Aerolíneas y destinos

### Domésticos
- Pakistan International Airlines (Islamabad, Karachi, Lahore, Faisalabad)

Pakistan Aerospace también utiliza este aeropuerto para su desarrollo de aviones ligeros de ocio.

### Internacionales
- Pakistan International Airlines (Abu Dhabi)